# Max Osterloh
Max Osterloh (* 22. November 1851 in Braunschweig; † 25. August 1927 ebenda) war ein deutscher Architekt und kommunaler Baubeamter, der als Stadtbaurat in Braunschweig wirkte.

## Leben
Max Osterloh studierte und trat 1874 nach abgeschlossener Baumeisterprüfung (2. Staatsexamen) in den Dienst der Stadt Braunschweig. Im Jahr 1879 wurde er von der städtischen Bauverwaltung als Baumeister und Stellvertreter des Stadtbaurats Ludwig Winter angestellt. Nach Beförderung zum Stadtbaumeister 1883 und Baurat 1907 wurde Osterloh schließlich 1915 Winters Nachfolger. Er ging 1924 in den Ruhestand und starb 1927.
Osterloh entwarf in seiner Heimatstadt mehrere kommunale Bauten im Stil des Historismus, so die Schulen an der Sophienstraße (1891), Bürgerstraße (1900), Pestalozzistraße (1901), die Gaußschule (1908) und die Realschule am damaligen Augustplatz (1914). Er schuf die Neubauten für das Städtische Museum (1906), das Stadtarchiv und die Stadtbibliothek (1910). Osterloh war betraut mit der Restaurierung einiger mittelalterlicher Kirchen in Braunschweig, so von 1897 bis 1899 an der Martinikirche. Einige von ihm entworfene Geschäftshäuser in der Braunschweiger Innenstadt sind erhalten.
Nach ihm ist der Max-Osterloh-Platz in Braunschweig benannt.

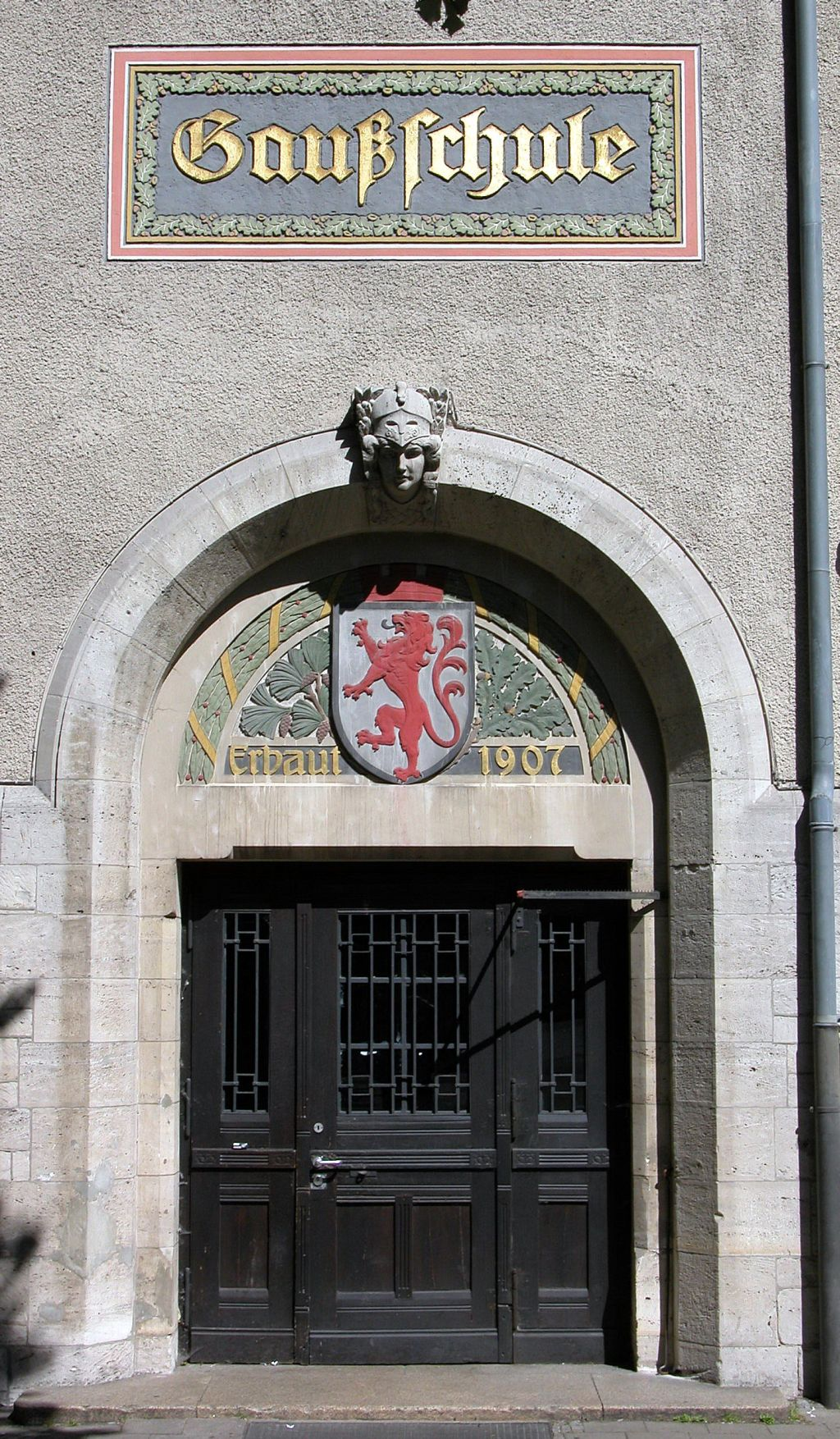
Gaußschule
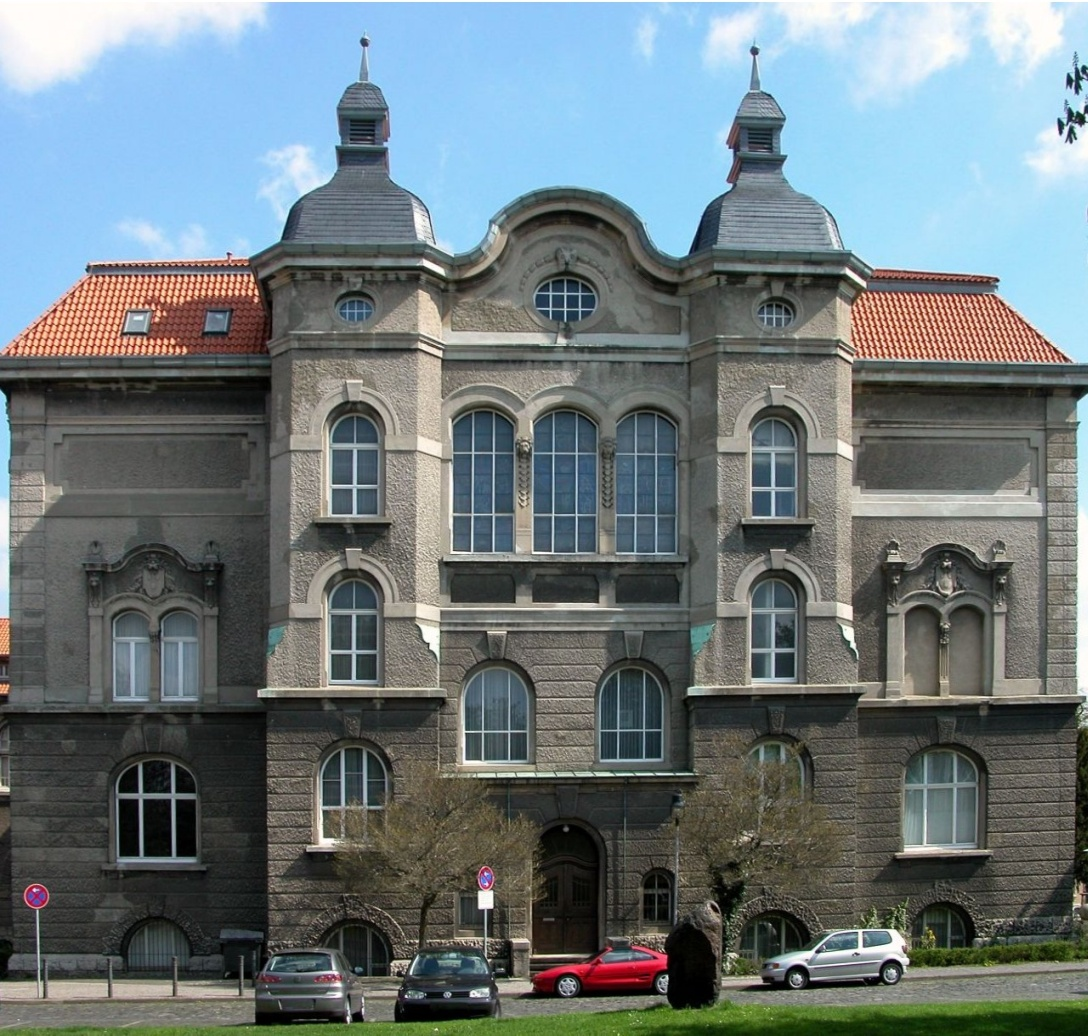
Städtisches Museum
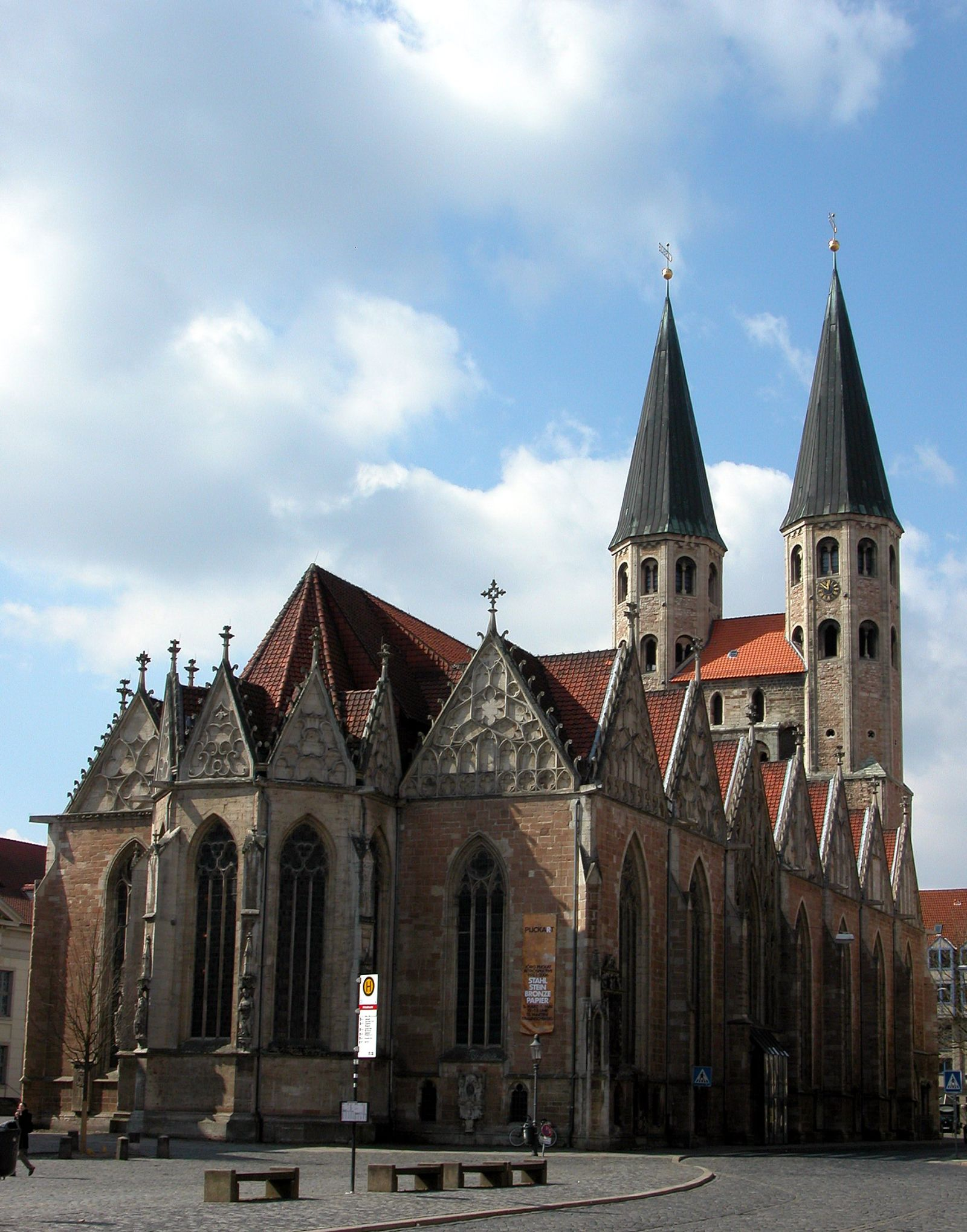
Martinikirche

## Schriften (Auswahl)
- mit Alexander Wernicke: Das Unterrichtsgebäude für Physik und Chemie der Städtischen Oberrealschule zu Braunschweig. Meyer, Braunschweig 1897. (Digitalisat)